# OKi1
OKi1 to osobowy parowóz tendrzak produkcji pruskiej serii T 11, oznaczonej w Niemczech jako DRG Baureihe 740-3.
Z 471 zbudowanych parowozów tego typu na PKP po I wojnie światowej użytkowano 52 sztuki, a 4 egzemplarze przydzielono do Rady Portu Wolnego Miasta Gdańska. Parowóz planowany był dla szybkiej kolei miejskiej w Berlinie przed jej elektryfikacją i przewidziany był do krótkich przebiegów. Parowóz posiadał kocioł na parę nasyconą i silnik bliźniaczy i był podobną konstrukcją do stosowanego równolegle OKi2.
W 1939 Niemcy przejęły 25 parowozów OKi1 z których część wróciła po wojnie. Zachowały się dwa egzemplarze tego parowozu. OKi1-28 o numerze seryjnym 5424 (PKP-A OKi1-14; DRB 74 104 - numer wykorzystany powtórnie) znajduje się w Stacji Muzeum w Warszawie natomiast parowóz o numerze 74 231 znajduje się w Niemczech, w muzeum kolei żelaznych w Minden. 